# Cis walkeri
Cis walkeri es una especie de coleóptero de la familia Ciidae.

## Distribución geográfica
Habita en Australia.